# Авдусин, Даниил Антонович
Дании́л Анто́нович Авду́син (20 августа 1918, Сычёвка, Смоленская губерния — 3 июня 1994, Москва) — советский и российский археолог, доктор исторических наук (1968), профессор кафедры археологии исторического факультета МГУ (с 1971).

## Биография
Даниил Антонович Авдусин родился 20 августа 1918 года в городе Сычёвке (ныне — Смоленской области). После окончания школы в Вязьме два года учился в Институте связи в Москве (1935—1937).
В 1938 году поступил на исторический факультет МГУ, окончил его в эвакуации в Ашхабаде по кафедре археологии в 1942 году (научный руководитель — А. В. Арциховский).
После окончания университета ушёл на войну. В октябре 1942 — марте 1943 годов прошёл обучение в Черкасском пехотном училище и школе пулемётчиков, участвовал в Курской битве. Пройдя войну и получив тяжёлую контузию, был демобилизован, вернулся в МГУ и с 1945 года работал на кафедре археологии. Боевые заслуги Д. А. Авдусина отмечены орденом Отечественной войны I степени, медалями «За отвагу», «За победу над Германией в Великой Отечественной войне 1941—1945 гг.», знаком Всесоюзного комитета ветеранов войны и др..
В 1947 году руководил одним из раскопов на Ярославовом дворище. Окончив аспирантуру, в 1948 году защитил кандидатскую диссертацию «Дружинные курганы кривичей». С 1949 года руководил Смоленской археологической экспедицией МГУ и вёл масштабные исследования Гнёздовского археологического комплекса. Заместитель заведующего отделением археологии и этнографии исторического факультета МГУ (1953—1954). Читал курсы «Введение в археологию» («Основы археологии», «Археология СССР»), «Методика полевых исследований», спецкурсы «Военное дело Древней Руси» и «Археология древнерусского города».
В 1968 году получил степень доктора исторических наук по совокупности опубликованных трудов, с 1971 года — профессор. Почётный доктор университета в Брно (1989), был награждён золотой медалью Карлова университета. Председатель Совета ветеранов МГУ, член Центрального совета ВООПИК, член Всесоюзного общества филателистов и общества дружбы «СССР — Великобритания».
Жена — археолог Гайда Авдусина (1921—1984).
Умер 3 июня 1994 года в Москве. Похоронен на Химкинском кладбище в Москве.

## Научная деятельность
Обессмертил своё имя открытием древнейшей славянской надписи «Гороухща» на глиняном сосуде, обнаруженном в раскопанном археологами кургане начала X века. Первое прочтение надписи на сосуде было предложено М. Н. Тихомировым и Д. А. Авдусиным. По их мнению, Гороухща означает горчицу, горчичное семя или какую-либо пряность. Найденная надпись является древнейшей русской надписью и одной из древнейших в славянском мире. Она была сделана за 80 лет до Крещения Руси.
Автор более 120 научных публикаций, а также учебников по археологии «Археология СССР», «Основы археологии». Именно по учебнику Авдусина «Полевая археология» учились вести раскопки большинство современных учёных-археологов России.

## Память
В честь Авдусина названа одна из улиц деревни Гнёздово.

## Научные труды

### Монографии
- Авдусин Д. А. Гнёздовские курганы. Смоленск, 1952.
- Авдусин Д. А. Возникновение Смоленска, 1957.
- Авдусин Д. А. Археология СССР. М., 1977.
- Авдусин Д. А. Полевая археология СССР Архивная копия от 13 декабря 2010 на Wayback Machine. М., 1980.
- Авдусин Д. А. Ключ-город, 1983
- Авдусин Д. А. Основы археологии. М., 1989.

### Статьи
- Авдусин Д. А. Гнёздовская экспедиция // Краткие сообщения Института истории материальной культуры (КСИИМК). Вып. XLIV. М.-Л. 1952
- Авдусин Д. А. Отчёт о раскопках Гнёздовских курганов в 1949 г. // Материалы по изучению Смоленской области (МИСО). Вып. 1. 1952. с.311-367.
- Авдусин Д. А. Отчёт о раскопках в Гнёздове в 1957—1960 гг. // Материалы по изучению Смоленской области (МИСО) / Вып. VII.М. 1970.
- Авдусин Д. А. Образование древнерусских городов лесной зоны // Труды V международного конгресса славянской археологии. Т. 1. Вып. 2а. М., 1987.
- Авдусин Д. А. Современный антинорманизм // Вопросы истории. — 1988. — № 7. — С. 23—34
- Авдусин Д. А. Актуальные вопросы изучения древностей Смоленска и его ближайшей окрути // Смоленск и Гнёздово. М., 1991.